# Buddy Hughes
Charles Evans „Buddy“ Hughes (* 18. Juni 1919 in Waterloo, Iowa; † 23. August 2010 in Glen Ellyn, Illinois) war ein US-amerikanischer Sänger der Swingära.
Buddy Hughes wurde bekannt als Bandsänger in den Swing-Orchestern von Jimmy Dorsey, Gene Krupa und Claude Thornhill. Er wuchs in Waterloo (Iowa) auf, wo er die Highschool besuchte, und begann seine Sängerkarriere bei kleinen Radiostationen in Iowa, sang dann bei Les Hartman mit der Vokalistin Fran Allison. 1938 tourte er im aus Minnesota stammenden Bennett Greten Orchestra. Während des Zweiten Weltkriegs diente er in Algerien bei der 102nd Cavalry der US-Armee.
In der Nachkriegszeit war seine erfolgreiche Zeit als Sänger; so wurde er Ende 1947 vom Metronome zum Number one band singer gekürt; 1946 bezeichnete das Downbeat Magazin seinen Gesang als „the freshest voice to be heard with a band.“ Columbia Records vermarktete ihn als den neuen Johnny Mercer. Seine erfolgreichen Songs, die er für Columbia einspielte, waren (mit der Gene Krupa-Band 1947) „I'll Never Make The Same Mistake Again“, „Fun and Fancy Free“, „Please Don't Play Number Six Tonight“ und „It's Whatcha Do With Whatcha Got“. Aufnahmen entstanden außerdem für columbia mit der Claude Thornhill Band, wie „Did I Have To Fall In Love With You?“ und „Far Away Island“. Buddy versuchte auch, um im Jazzbereich weiter erfolgreich zu sein, Kontrabass zu lernen, konnte aber mit dem Ende der Bigbandära nicht mehr an seine früheren Erfolge als Sänger anknüpfen. Er hatte in Chicago ein kurzlebiges Duo mit dem Pianisten Louis Weertz und trat dann gelegentlich mit Jazzmusiker aus dem Raum Chicago auf, wie Bert Rose, Joe Vito und Johnny Frigo. Hughes blieb bis ins hohe Alter als Musiker aktiv.